# 국도 제15호선
국도 제15호선 (고흥 ~ 남원선, 國道第十五號 高興南原線)은 전라남도 고흥군 봉래면 예내리 나로우주센터에서 전북특별자치도 남원시 주천면 송치리 장안 교차로를 연결하는 대한민국의 일반 국도이다.
본래 종점은 전라남도 담양군 담양읍 객사리 중파사거리였으나 2021년 6월 22일 노선 연장으로 인해 기점은 나로우주센터로, 종점은 전북특별자치도 남원시 주천면 송치리 장안 교차로까지 연장되었다.

## 연혁
- 1971년 8월 31일 : 일반국도노선지정령에 의해 국도 제15호선 나로도 ~ 광주선이 됨.[1]
- 1971년 9월 11일 : 우회 구간 직선 시공으로 화순군 화순읍 이십곡리 ~ 광주시 사선교동 5.203 km 구간을 2.302 km 로, 고흥군 과역면 과역리 800m 구간을 780m 로 도로구역 변경[2]
- 1972년 3월 14일 : 도로 노선 개량으로 고흥군 고흥면 남제리 335m 구간을 320m로 도로구역 변경[3]
- 1975년 10월 1일 : 고흥군 두원면 운대리 ~ 화순군 남면 백송리 총 1.14 km 구간 개통 및 기존 1.23 km 구간 폐지[4]
- 1975년 12월 8일 : 고흥군 동강면 유둔리 ~ 과역면 과역리 총 2.2 km 구간 개통 및 기존 1.15 km 구간 폐지[5]
- 1981년 3월 14일 : 종점이 '전라남도 광주시'에서 '전라남도 담양군 담양읍'으로 연장. 이에 따라 '나로도 ~ 광주선'에서 '나로도 ~ 담양선'이 됨.[6]
- 1981년 5월 30일 : 대통령령 제10247호 일반국도노선지정령 개정에 따라 연장된 22 km 구간으로 도로구역 변경[7]
- 1981년 8월 17일 : 국도로 승격된 광주시 동구 충장로5가 ~ 담양군 담양읍 객사리 22.314 km 구간 개통[8]
- 1993년 1월 19일 : 고흥우회도로(고흥군 고흥읍 호형리 ~ 남계리) 1.68 km 구간 개통[9]
- 1994년 12월 15일 : 고흥군 포두면 옥강리 ~ 동일면 백양리 4.92 km 구간 개통[10]
- 1995년 11월 2일 : 고흥군 동일면 봉영리 ~ 봉래면 신금리 3.42km 구간 개통[11]
- 2000년 7월 31일 : 고흥군 포두면 길두리 520m 구간 개량 개통, 기존 500m 구간 폐지[12]
- 2003년 9월 9일 : 9월 15일까지 고흥군 고흥읍 남계리 ~ 보성군 벌교읍 척령리 33.3km 구간 임시 개통[13]
- 2003년 12월 31일 : 고흥군 고흥읍 호형리 ~ 남양면 남양리 18.86km 구간 확장 개통[14]
- 2004년 1월 1일 : 1월 31일까지 고흥군 고흥읍 남계리 ~ 보성군 벌교읍 척령리 33.36km 구간 임시 개통[15]
- 2004년 4월 6일 : 고흥군 남양면 남양리 ~ 동강면 한천리 11.3km 구간 확장 개통[16]
- 2004년 9월 13일 : 고흥군 남양면 남양리 ~ 보성군 벌교읍 척령리 14.5km 구간 확장 개통, 10월 4일까지 보성군 벌교읍 척령리 ~ 전동리 2.86km 구간 임시 개통[17]
- 2004년 12월 31일 : 고흥군 남양면 남양리 ~ 보성군 벌교읍 전동리 17.36km 구간 확장 개통[18]
- 2005년 9월 15일 : 화순군 남면 절산리 ~ 동면 복암리 5.5km 구간 확장 개통, 기존 화순군 남면 사평리 ~ 벽송리 3.5km 구간 폐지[19]
- 2009년 1월 12일 : 벌교 ~ 주암간 도로(보성군 벌교읍 고읍리 ~ 순천시 송광면 이읍리) 14.25 km 구간을 자동차 전용도로로 지정[20]
- 2016년 3월 27일 : 벌교 ~ 주암간 도로 1공구(보성군 벌교읍 고읍리 ~ 순천시 외서면 금성리) 10.34 km 구간 확장 개통, 기존 12.04 km 구간 폐지[21]
- 2016년 10월 31일 : 벌교 ~ 주암간 도로 2공구(순천시 외서면 쌍율리 ~ 순천시 송광면 이읍리) 4.5 km 구간 확장 개통, 기존 5.7 km 구간 폐지[22]
- 2020년 12월 30일 : 고흥 ~ 봉래간 도로(고흥군 포두면 옥강리) 3.7km 구간 확장 개통, 기존 도로 총 700m 구간 폐지[23]
- 2021년 6월 22일: 기점을 '전라남도 고흥군 봉래면 신금리'에서 '전라남도 고흥군 봉래면 예내리'로, 종점을 '전라남도 담양군 담양읍 객사리'에서 '전라북도 남원시 주천면 송치리'로 변경. 이에 따라 '고흥 ~ 담양선'에서 '고흥 ~ 남원선'으로 변경. 기존 국도 제13호선과 중복되던 담양군 무정면 ~ 담양읍 구간이 지정 해제되고 곡성군 옥과면, 임실군 강진면을 경유하여 남원시 주천면 종점으로 노선 변경[24]

## 주요 경유지
전라남도
- 고흥군 (봉래면 · 동일면 · 포두면 · 고흥읍 · 두원면 · 점암면 · 과역면 · 남양면 · 대서면 · 동강면) - 보성군 벌교읍 - 순천시 (외서면 · 송광면) - 보성군 문덕면 - 화순군 (사평면 · 동면 · 이서면 · 동복면 · 백아면) - 곡성군 (오산면 · 옥과면)

전북특별자치도
- 순창군 (풍산면 · 순창읍 · 인계면) - 임실군 (덕치면 · 강진면 · 덕치면) - 순창군 동계면 - 남원시 (대산면 · 주천면)

## 노선
고흥군 봉래면 교동 교차로에서 곡성군 오산면 옥과 나들목까지 국가지원지방도 제15호선과 중복하고 있으므로 이 노선과의 중복 표시는 따로 하지 않는다.
- (■): 자동차 전용도로 구간

### 전라남도
| 이름                                         | 접속 노선                                                          | 소재지 | 소재지                  | 비고                                                                     |
| -------------------------------------------- | ------------------------------------------------------------------ | ------ | ----------------------- | ------------------------------------------------------------------------ |
| 나로우주센터                                 |                                                                    | 고흥군 | 봉래면                  | 기점                                                                     |
| 예내 교차로                                  | 예내길                                                             | 고흥군 | 봉래면                  |                                                                          |
| 예당 교차로                                  | 하반로                                                             | 고흥군 | 봉래면                  |                                                                          |
| 나로터널                                     |                                                                    | 고흥군 | 봉래면                  | 연장 816m                                                                |
| 창포 교차로                                  | 하반로 창포길                                                      | 고흥군 | 봉래면                  |                                                                          |
| 교동2 교차로                                 | 하반로                                                             | 고흥군 | 봉래면                  |                                                                          |
| 교동1 교차로                                 | 하반로                                                             | 고흥군 | 봉래면                  |                                                                          |
| 교동 교차로                                  | 국가지원지방도 제15호선 (우주로)                                   | 고흥군 | 봉래면                  |                                                                          |
| 조구나루 교차로                              | 뻘금길 조구나루길                                                  | 고흥군 | 봉래면                  |                                                                          |
| 동광1 교차로                                 | 동광비치길                                                         | 고흥군 | 봉래면                  |                                                                          |
| 원두 교차로                                  | 축정1길                                                            | 고흥군 | 봉래면                  |                                                                          |
| 봉래 교차로                                  | 축정1길                                                            | 고흥군 | 봉래면                  |                                                                          |
| 신금 교차로                                  | 신금길 종고길                                                      | 고흥군 | 봉래면                  |                                                                          |
| 나로2대교                                    |                                                                    | 고흥군 | 봉래면                  |                                                                          |
|                                              | 동일면                                                             | 고흥군 |                         |                                                                          |
| 소영삼거리                                   | 봉영로                                                             | 고흥군 |                         |                                                                          |
| 동일면사무소                                 | 양화길                                                             | 고흥군 |                         |                                                                          |
| 백양초등학교                                 | 봉영로                                                             | 고흥군 |                         |                                                                          |
| 섭정삼거리                                   | 덕흥음쪽길                                                         | 고흥군 |                         |                                                                          |
| 덕흥삼거리                                   | 덕양서원길                                                         | 고흥군 |                         |                                                                          |
| 나로1대교                                    |                                                                    | 고흥군 |                         |                                                                          |
|                                              | 포두면                                                             | 고흥군 |                         |                                                                          |
| 남성삼거리                                   | 국도 제77호선 (천마로)                                             | 고흥군 | 국도 제77호선과 중복    |                                                                          |
| 동래도삼거리                                 |                                                                    | 고흥군 | 국도 제77호선과 중복    |                                                                          |
| 우산2 교차로                                 | 우주로                                                             | 고흥군 | 국도 제77호선과 중복    |                                                                          |
| 우산1 교차로                                 | 우주로                                                             | 고흥군 | 국도 제77호선과 중복    |                                                                          |
| 봉암2 교차로                                 | 우주로                                                             | 고흥군 | 국도 제77호선과 중복    |                                                                          |
| 봉암1 교차로                                 | 우주로                                                             | 고흥군 | 국도 제77호선과 중복    |                                                                          |
| 포두남중학교 (폐교)                          |                                                                    | 고흥군 | 국도 제77호선과 중복    |                                                                          |
| 옥강 교차로                                  | 국도 제77호선 (팔영로) 외초길                                      | 고흥군 | 국도 제77호선과 중복    |                                                                          |
| 내산삼거리                                   | 신흥동길                                                           | 고흥군 |                         |                                                                          |
| 미후삼거리                                   | 신세동로                                                           | 고흥군 |                         |                                                                          |
| 세동삼거리                                   | 지방도 제855호선 (도화로)                                          | 고흥군 | 지방도 제855호선과 중복 |                                                                          |
| 포두교 포두초등학교 포두면사무소             |                                                                    | 고흥군 | 지방도 제855호선과 중복 |                                                                          |
| 포두사거리                                   | 금탑로 후동2길                                                     | 고흥군 | 지방도 제855호선과 중복 |                                                                          |
| 장수삼거리                                   | 지방도 제855호선 (해창로)                                          | 고흥군 | 지방도 제855호선과 중복 |                                                                          |
| 고흥삼거리                                   | 봉동주공길                                                         | 고흥군 | 고흥읍                  |                                                                          |
| 동촌교                                       |                                                                    | 고흥군 | 고흥읍                  |                                                                          |
| 호형 교차로                                  | 국도 제27호선 국도 제77호선 (우주항공로) 학교길                    | 고흥군 | 고흥읍                  | 국도 제27, 77호선과 중복                                                 |
| 남계교                                       |                                                                    | 고흥군 | 고흥읍                  | 국도 제27, 77호선과 중복                                                 |
| 남계 교차로                                  | 고흥로                                                             | 고흥군 | 고흥읍                  | 국도 제27, 77호선과 중복                                                 |
| 지등 교차로                                  | 고흥로                                                             | 고흥군 | 두원면                  | 국도 제27, 77호선과 중복                                                 |
| 장항교                                       |                                                                    | 고흥군 | 두원면                  | 국도 제27, 77호선과 중복                                                 |
| 운대 교차로                                  | 지방도 제830호선 (두원운석길) 고흥로 금오길                        | 고흥군 | 두원면                  | 국도 제27, 77호선과 중복                                                 |
| 두원교                                       |                                                                    | 고흥군 | 두원면                  | 국도 제27, 77호선과 중복                                                 |
| 신안 교차로                                  | 고흥로                                                             | 고흥군 | 점암면                  | 국도 제27, 77호선과 중복                                                 |
| 연봉교                                       |                                                                    | 고흥군 | 점암면                  | 국도 제27, 77호선과 중복                                                 |
| 연봉 교차로                                  | 지방도 제855호선 (해창로) 고흥로                                   | 고흥군 | 점암면                  | 국도 제27, 77호선과 중복                                                 |
| 사정육교                                     |                                                                    | 고흥군 | 점암면                  | 국도 제27, 77호선과 중복                                                 |
| 석봉 교차로                                  | 과역로                                                             | 고흥군 | 과역면                  | 국도 제27, 77호선과 중복                                                 |
| 과역 교차로                                  | 고흥로                                                             | 고흥군 | 과역면                  | 국도 제27, 77호선과 중복                                                 |
| 노송 교차로                                  | 고흥로 과역로                                                      | 고흥군 | 과역면                  | 국도 제27, 77호선과 중복                                                 |
| 대곡교                                       |                                                                    | 고흥군 | 과역면                  | 국도 제27, 77호선과 중복                                                 |
| 남양 교차로                                  | 고흥로 남양로 남양희망길                                           | 고흥군 | 남양면                  | 국도 제27, 77호선과 중복                                                 |
| 탄포 교차로                                  | 국도 제77호선 (고흥로) 아평길 운교주곡길                           | 고흥군 | 남양면                  | 국도 제27, 77호선과 중복                                                 |
| 계매 교차로                                  | 고흥로 온동길                                                      | 고흥군 | 동강면                  | 국도 제27호선과 중복                                                     |
| 유둔2교                                      |                                                                    | 고흥군 | 동강면                  | 국도 제27호선과 중복                                                     |
| 동강 교차로                                  | 동서로 동강중촌길                                                  | 고흥군 | 동강면                  | 국도 제27호선과 중복                                                     |
| 동강2교 매곡교                               |                                                                    | 고흥군 | 동강면                  | 국도 제27호선과 중복                                                     |
| 매곡 교차로                                  | 고흥로 동강신정길                                                  | 고흥군 | 동강면                  | 국도 제27호선과 중복                                                     |
| 장덕 교차로                                  | 고흥로                                                             | 고흥군 | 동강면                  | 국도 제27호선과 중복 하행 진입 불가                                      |
| 한천1교                                      |                                                                    | 고흥군 | 동강면                  | 국도 제27호선과 중복                                                     |
| 한천 교차로                                  | 고흥로 (10호선 남해고속도로)                                       | 고흥군 | 동강면                  | 국도 제27호선과 중복 고흥 나들목과 연결                                  |
| 안정교                                       |                                                                    | 보성군 | 벌교읍                  | 국도 제27호선과 중복                                                     |
| 벌교 교차로                                  | 국도 제2호선 지방도 제843호선 (녹색로)                             | 보성군 | 벌교읍                  | 국도 제27호선과 중복                                                     |
| 벌교터널                                     |                                                                    | 보성군 | 벌교읍                  | 국도 제27호선과 중복 연장 720m                                           |
| 전동1교                                      |                                                                    | 보성군 | 벌교읍                  | 국도 제27호선과 중복                                                     |
| 전동 교차로                                  | 채동선로                                                           | 보성군 | 벌교읍                  | 국도 제27호선과 중복 상행 진입 불가 하행 진출 불가                       |
| 고읍 교차로                                  | 채동선로                                                           | 보성군 | 벌교읍                  | 국도 제27호선과 중복 상행 진입 불가 하행 진출 불가                       |
| 벌교천교                                     |                                                                    | 보성군 | 벌교읍                  | 국도 제27호선과 중복                                                     |
| 낙성 교차로                                  | 채동선로 벌교중흥길 벌교지동길                                     | 보성군 | 벌교읍                  | 국도 제27호선과 중복 상행 진출 불가 하행 진입 불가                       |
| 용동교 동산교 행정교 추동1교 추동2교 추동3교 |                                                                    | 보성군 | 벌교읍                  | 국도 제27호선과 중복                                                     |
| 석거리재터널                                 |                                                                    | 보성군 | 벌교읍                  | 국도 제27호선과 중복 연장 약 520m                                        |
| 석거리재터널                                 |                                                                    | 순천시 | 외서면                  | 국도 제27호선과 중복 연장 약 520m                                        |
| 외서 교차로                                  | 국가지원지방도 제58호선 (쌍향수길)                                 | 순천시 | 외서면                  | 국도 제27호선과 중복                                                     |
| 월평교                                       |                                                                    | 순천시 | 외서면                  | 국도 제27호선과 중복                                                     |
| 쌍율 교차로                                  | 쌍율길 쌍향수길                                                    | 순천시 | 외서면                  | 국도 제27호선과 중복                                                     |
| 하율교                                       |                                                                    | 순천시 | 외서면                  | 국도 제27호선과 중복                                                     |
| 구룡교                                       |                                                                    | 순천시 | 송광면                  | 국도 제27호선과 중복                                                     |
| 구룡 교차로                                  | 쌍향수길                                                           | 순천시 | 송광면                  | 국도 제27호선과 중복                                                     |
| (생태이동통로1)                              |                                                                    | 순천시 | 송광면                  | 국도 제27호선과 중복 연장 약 75m                                         |
| 송광교                                       |                                                                    | 순천시 | 송광면                  | 국도 제27호선과 중복                                                     |
| 이읍 교차로                                  | 쌍향수길                                                           | 순천시 | 송광면                  | 국도 제27호선과 중복                                                     |
| 송광면 행정복지센터                          |                                                                    | 순천시 | 송광면                  | 국도 제27호선과 중복                                                     |
| 곡천삼거리                                   | 국도 제18호선 국도 제27호선 (송광사길)                             | 순천시 | 송광면                  | 국도 제18호선과 중복 국도 제27호선과 중복                                |
| 곡천교                                       |                                                                    | 순천시 | 송광면                  | 국도 제18호선과 중복                                                     |
| 고인돌공원                                   |                                                                    | 순천시 | 송광면                  | 국도 제18호선과 중복                                                     |
| 용암삼거리 (주암호조각공원) (서재필기념공원) | 국도 제18호선 (송재로)                                             | 보성군 | 문덕면                  | 국도 제18호선과 중복                                                     |
| 문덕교 죽산교                                |                                                                    | 보성군 | 문덕면                  |                                                                          |
| 대원사삼거리                                 | 죽산길                                                             | 보성군 | 문덕면                  |                                                                          |
| 복교                                         |                                                                    | 화순군 | 사평면                  |                                                                          |
| 남계삼거리                                   | 유마로                                                             | 화순군 | 사평면                  |                                                                          |
| 주산2교 주산1교 사수2교 사수1교 합수목교     |                                                                    | 화순군 | 사평면                  |                                                                          |
| 외남천교                                     | 사호로                                                             | 화순군 | 사평면                  |                                                                          |
| 원진 교차로                                  | 지방도 제822호선 (김삿갓로)                                        | 화순군 | 사평면                  |                                                                          |
| 사평터널                                     |                                                                    | 화순군 | 사평면                  | 상행 연장 350m 하행 연장 330m                                            |
| 벽송교                                       |                                                                    | 화순군 | 사평면                  |                                                                          |
| 벽송육교                                     | 사호로                                                             | 화순군 | 사평면                  |                                                                          |
| 구암 교차로                                  | 국도 제22호선 (화순로)                                             | 화순군 | 동면                    | 국도 제22호선과 중복                                                     |
| 구암삼거리                                   | 충의로                                                             | 화순군 | 동면                    | 국도 제22호선과 중복                                                     |
| 복암삼거리                                   | 지방도 제897호선 (규봉로)                                          | 화순군 | 동면                    | 국도 제22호선과 중복                                                     |
| 경치리 교차로                                | 적벽로                                                             | 화순군 | 이서면                  | 국도 제22호선과 중복                                                     |
| 연월 교차로                                  | 국도 제22호선 (동주로)                                             | 화순군 | 동복면                  | 국도 제22호선과 중복 상행 진입 불가 하행 진출 불가                       |
| 동복교                                       |                                                                    | 화순군 | 동복면                  |                                                                          |
| 동복삼거리 동복합동정류소                    | 지방도 제822호선 (김삿갓로) 천변길                                 | 화순군 | 동복면                  |                                                                          |
| 동복초등학교                                 |                                                                    | 화순군 | 동복면                  |                                                                          |
| 천변리 교차로                                | 오지호로                                                           | 화순군 | 동복면                  |                                                                          |
| 경열교                                       |                                                                    | 화순군 | 동복면                  |                                                                          |
| 독재터널                                     |                                                                    | 화순군 | 동복면                  | 연장 625m                                                                |
| 독재터널                                     | 백아면                                                             | 화순군 |                         | 연장 625m                                                                |
| 다곡삼거리                                   | 물염로                                                             | 화순군 |                         |                                                                          |
| 화순북면중학교                               |                                                                    | 화순군 |                         |                                                                          |
| 이천리 교차로                                | 학천길                                                             | 화순군 |                         |                                                                          |
| 원리삼거리                                   | 원리길                                                             | 화순군 |                         |                                                                          |
| 원리사거리                                   | 지방도 제887호선 (백아로) 원리1길                                  | 화순군 |                         |                                                                          |
| 관음사입구                                   | 성덕관음길                                                         | 곡성군 | 오산면                  |                                                                          |
| 심청문화센터                                 |                                                                    | 곡성군 | 오산면                  |                                                                          |
| 단사삼거리                                   | 산이재로                                                           | 곡성군 | 오산면                  |                                                                          |
| 오산면사무소 오산초등학교                    |                                                                    | 곡성군 | 오산면                  |                                                                          |
| 옥과 나들목 (오산 교차로)                    | 25호선 호남고속도로 국도 제13호선 국가지원지방도 제15호선 (오산로) | 곡성군 | 오산면                  | 국도 제13호선과 중복 국가지원지방도 제60호선과 중복                      |
| 세월교                                       |                                                                    | 곡성군 | 오산면                  | 국도 제13호선과 중복 국가지원지방도 제60호선과 중복                      |
| 용두 교차로                                  | 용두길                                                             | 곡성군 | 옥과면                  | 국도 제13호선과 중복 국가지원지방도 제60호선과 중복                      |
| 리문 교차로                                  | 천변로                                                             | 곡성군 | 옥과면                  | 국도 제13호선과 중복 국가지원지방도 제60호선과 중복                      |
| 평장삼거리                                   | 국도 제27호선 국가지원지방도 제60호선 (곡순로)                     | 곡성군 | 겸면                    | 국도 제13호선과 중복 국도 제27호선과 중복 국가지원지방도 제60호선과 중복 |
| 무창 교차로                                  | 국도 제27호선 (옥순로) 곡순로 죽림5길                              | 곡성군 | 옥과면                  | 국도 제13호선과 중복 국도 제27호선과 중복                                |
| 옥과천교                                     |                                                                    | 곡성군 | 옥과면                  | 국도 제27호선과 중복                                                     |
| 주산 교차로                                  | 곡순로 배감길                                                      | 곡성군 | 옥과면                  | 국도 제27호선과 중복                                                     |
| 우치고개지하차도                             |                                                                    | 곡성군 | 옥과면                  | 국도 제27호선과 중복                                                     |

### 전북특별자치도
| 이름                                        | 접속 노선                                      | 소재지     | 소재지                                       | 비고                                                              |
| ------------------------------------------- | ---------------------------------------------- | ---------- | -------------------------------------------- | ----------------------------------------------------------------- |
| 우치고개지하차도                            |                                                | 순창군     | 풍산면                                       | 국도 제27호선과 중복                                              |
| 덕산 교차로                                 | 곡순로 풍산로                                  | 순창군     | 풍산면                                       | 국도 제27호선과 중복                                              |
| 풍산 교차로                                 | 지방도 제730호선 (금풍로) 곡순로               | 순창군     | 풍산면                                       | 국도 제27호선과 중복 지방도 제730호선과 중복                      |
| 대정 교차로                                 | 곡순로                                         | 순창군     | 순창읍                                       | 국도 제27호선과 중복 지방도 제730호선과 중복                      |
| 가남농공단지                                |                                                | 순창군     | 순창읍                                       | 국도 제27호선과 중복 지방도 제730호선과 중복                      |
| 순창 나들목 (순창남 교차로) (순창북 교차로) | 12호선 광주대구고속도로                        | 순창군     | 순창읍                                       | 국도 제27호선과 중복 지방도 제730호선과 중복                      |
| 순창삼거리                                  | 순창로                                         | 순창군     | 순창읍                                       | 국도 제27호선과 중복 지방도 제730호선과 중복                      |
| 유등사거리                                  | 지방도 제730호선 (유등로) 순창6길              | 순창군     | 순창읍                                       | 국도 제27호선과 중복 지방도 제730호선과 중복                      |
| 은행삼거리                                  | 장류로                                         | 순창군     | 순창읍                                       | 국도 제27호선과 중복                                              |
| 제일고삼거리 (순창제일고등학교)             | 국도 제24호선 (담순로)                         | 순창군     | 순창읍                                       | 국도 제24호선과 중복 국도 제27호선과 중복                         |
| 관서삼거리                                  | 순창로                                         | 순창군     | 순창읍                                       | 국도 제24호선과 중복 국도 제27호선과 중복                         |
| 순창고교 교차로                             | 국도 제24호선 지방도 제729호선 (담순로) 옥천로 | 순창군     | 순창읍                                       | 국도 제24호선과 중복 국도 제27호선과 중복 지방도 제729호선과 중복 |
| 신기 교차로                                 | 지방도 제729호선 (광암로)                      | 순창군     | 순창읍                                       | 국도 제27호선과 중복 지방도 제729호선과 중복                      |
| 복실 교차로                                 | 인덕로                                         | 순창군     | 순창읍                                       | 국도 제27호선과 중복                                              |
| 인계 교차로                                 | 국도 제21호선 (인성로)                         | 순창군     | 인계면                                       | 국도 제27호선과 중복                                              |
| 쌍암 교차로                                 | 안정로                                         | 순창군     | 인계면                                       | 국도 제27호선과 중복                                              |
| 장암 교차로                                 | 인덕로                                         | 임실군     | 덕치면                                       | 국도 제27호선과 중복                                              |
| 두무터널                                    |                                                | 임실군     | 덕치면                                       | 상행 연장 690m 하행 연장 722m 국도 제27호선과 중복                |
| 덕치터널                                    |                                                | 임실군     | 덕치면                                       | 연장 약 95m 국도 제27호선과 중복                                  |
| 덕치 교차로                                 | 인덕로                                         | 임실군     | 덕치면                                       | 국도 제27호선과 중복                                              |
| 회문삼거리                                  | 국도 제30호선 (태산로)                         | 임실군     | 덕치면                                       | 국도 제30호선과 중복                                              |
| 강진교                                      |                                                | 임실군     | 덕치면                                       | 국도 제30호선과 중복                                              |
|                                             | 강진면                                         | 임실군     |                                              | 국도 제30호선과 중복                                              |
| (이름 없음)                                 | 지방도 제717호선 (옥정호로)                    | 임실군     | 국도 제30호선과 중복 지방도 제717호선과 중복 |                                                                   |
| 섬진중학교                                  |                                                | 임실군     | 국도 제30호선과 중복 지방도 제717호선과 중복 |                                                                   |
| 강진사거리                                  | 국도 제30호선 (호국로) 강운로                  | 임실군     | 국도 제30호선과 중복 지방도 제717호선과 중복 |                                                                   |
| 강동교                                      |                                                | 임실군     | 지방도 제717호선과 중복                      |                                                                   |
| (사곡리)                                    | 뱃골로                                         | 임실군     | 지방도 제717호선과 중복                      | 덕치면                                                            |
| 가곡교                                      |                                                | 임실군     | 지방도 제717호선과 중복                      | 덕치면                                                            |
| 순창군                                      | 동계면                                         |            | 지방도 제717호선과 중복                      |                                                                   |
| 순창군                                      | 동계면                                         | 관전삼거리 | 국도 제21호선 (귀미로)                       | 국도 제21호선과 중복 지방도 제717호선과 중복                      |
| 순창군                                      | 동계면                                         | 연산사거리 | 국도 제13호선 국도 제21호선 (충효로) 동계1길 | 국도 제21호선과 중복 지방도 제717호선과 중복                      |

- 순창군 동계면에서 남원시 주천면 종점까지의 구간은 계획 중이다.

## 도로명
전라남도
- 고흥군 봉래면 신금 교차로 ~ 고흥읍 호형 교차로: 우주로
- 고흥군 고흥읍 호형 교차로 ~ 보성군 벌교읍 석거리재터널 : 우주항공로
- 순천시 외서면 석거리재터널 ~ 순천시 송광면 이읍 교차로 : 조계산로
- 순천시 송광면 이읍 교차로 ~ 곡천삼거리: 쌍향수길
- 순천시 송광면 곡천삼거리 ~ 보성군 문덕면 용암삼거리: 고인돌길
- 보성군 문덕면 용암삼거리 ~ 화순군 동면 구암 교차로: 모후로
- 화순군 동면 구암 교차로 ~ 구암삼거리: 충의로
- 화순군 동면 구암삼거리 ~ 동복면 연월 교차로: 동주로
- 화순군 동복면 연월 교차로 ~ 천변리 교차로: 오지호로
- 화순군 동복면 천변리 교차로 ~ 백아면 원리사거리: 백아로
- 화순군 백아면 원리사거리 ~ 곡성군 오산면 옥과 나들목: 오산로
- 곡성군 오산면 옥과 나들목 ~ 옥과면 우치고개지하차도: 옥순로

전북특별자치도
- 순창군 풍산면 우치고개지하차도 ~ 순창읍 대정 교차로: 옥순로
- 순창군 순창읍 대정 교차로 ~ 순창삼거리: 순창로
- 순창군 순창읍 순창삼거리 ~ 제일고삼거리: 대동로
- 순창군 순창읍 제일고삼거리 ~ 순창고교 교차로: 담순로
- 순창군 순창읍 순창고교 교차로 ~ 임실군 강진면 덕치 교차로: 모악로
- 임실군 덕치면 덕치 교차로 ~ 회문삼거리: 인덕로
- 임실군 덕치면 회문삼거리 ~ 강진면 강진사거리: 호국로
- 임실군 강진면 강진사거리 ~ 순창군 동계면 연산사거리: 강동로

## 자동차 전용도로 구간
아래 구간은 국토교통부에서 지정한 자동차 전용도로 구간이므로 보행자, 자전거 등은 통행할 수 없다. 이륜자동차 (모터사이클 혹은 오토바이)는 긴급자동차 (싸이카 및 소방용 모터사이클 등)에 한해 통행이 가능하며, 그 밖의 이륜자동차와 경운기, 우마차, 트랙터, 손수레는 통행할 수 없다.
| 도로명     | 시점                                             | 종점                                             | 총연장 (km) | 차로수 | 지정일          |
| ---------- | ------------------------------------------------ | ------------------------------------------------ | ----------- | ------ | --------------- |
| 우주항공로 | 전라남도 보성군 벌교읍 고읍리(고읍 교차로)       | 전라남도 보성군 벌교읍 추동리(석거리재터널)      | 14.25       | 4      | 2009년 1월 12일 |
| 조계산로   | 전라남도 보성군 벌교읍 추동리(석거리재터널)      | 전라남도 순천시 송광면 이읍리(이읍 교차로)       | 14.25       | 4      | 2009년 1월 12일 |
| 모악로     | 전북특별자치도 순창군 인계면 도룡리(쌍암 교차로) | 전북특별자치도 임실군 덕치면 회문리(덕치 교차로) | -           | 4      | 2009년 1월 12일 |

## 같이 보기
- 국가지원지방도 제15호선